# Elecciones generales del Reino Unido de 1955
Las elecciones generales del Reino Unido de 1955 se celebraron el 26 de mayo de 1955. El Partido Conservador, liderado por Anthony Eden, aumento su mayoría en 60 escaños sobre el Partido Laborista. Fue la primera elección general celebrada durante el reinado de Isabel II.

## Resultados
| Partido                    | Líder           | Votos      | %       | Escaños | +/− |
| -------------------------- | --------------- | ---------- | ------- | ------- | --- |
| Partido Conservador        | Anthony Eden    | 13,310,891 | 49,70 % | 345     | +20 |
| Partido Laborista          | Clement Attlee  | 12.405.254 | 43,97 % | 277     | -18 |
| Partido Liberal            | Clement Davies  | 722.402    | 2,7 %   | 6       |     |
| Sinn Fein                  | Tom Mitchell    | 152.310    | 0,6 %   | 2       | +2  |
| Plaid Cymru                | Gwynfor Evans   | 45.119     | 0,2 %   |         |     |
| Partido Comunista          | Harry Pollitt   | 33.144     | 0,2%    |         |     |
| Partido Nacional Escocés   | Robert McIntyre | 12.202     | 0,1 %   | 0       |     |
| Partido Laborista Irlandés | Jack Beattie    | 16.050     | 0,1 %   | 0       | -1  |